# Fraisse de Cabardés
Fraisse Cabardés (nom occità, en francès Fraisse-Cabardès) és un municipi de França de la regió d'Occitània, al departament de l'Aude.